# ミズン
ミズン（学名：Herklotsichthys quadrimaculatus）は、条鰭綱ニシン科の海水魚である。沖縄ではミジュンとも呼ばれる。学名は1837年にエドゥアルト・リュッペルによって命名された。模式標本の産地は紅海である。

## 形態
体長は最大25cm（平均10cm前後）で、背鰭の軟条は13から21本、臀鰭の軟条は12から23本である。

## 食性
稚魚は動物プランクトン（特に橈脚類）、成魚となると毛顎動物のほか、多毛類や小型のエビや魚類などを捕食する。

## 分布
東アフリカのマダガスカル、モーリシャスから日本の内之浦湾以南、オーストラリア東岸、サモアにかけてであり、移入種としてハワイに棲息する。

## 文化
琉球舞踊の一つである『谷茶前節』において、ミジュンが唄われている。

## 利用
沖縄においては安価な大衆魚として流通するほか、カツオ漁などでの釣餌としても利用される。